# 斯德丁條約 (1630年)

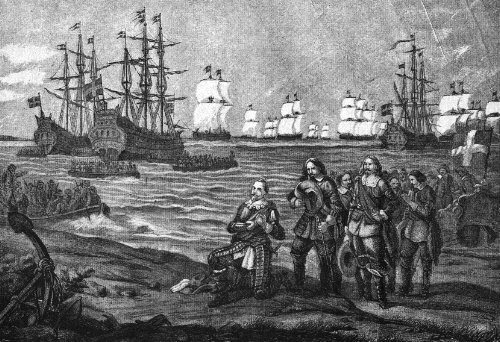
古斯塔夫·阿道夫登陸波美拉尼亞

斯德丁條約（瑞典語：Traktaten 或 Fördrageti Stettin）或斯德丁聯盟（德語：Stettiner Allianz）是瑞典帝國在三十年戰爭期間佔領波美拉尼亞公國的法律框架。它於1630年8月25日（O.S.）或1630年9月4日（N.S.）結束，早於1630年7月10日（O.S.）或1630年7月20日（N.S.），即瑞典登陸的日期。瑞典取得軍事控制權，並利用波美拉尼亞橋頭堡進軍德國中部和南部。在最後一位波美拉尼亞公爵於1637年去世後，神聖羅馬帝國的軍隊入侵波美拉尼亞以執行勃蘭登堡的繼承權要求，但在隨後的戰鬥中被瑞典擊敗。一些波美拉尼亞貴族此時已經改變立場並支持勃蘭登堡。三十年戰爭結束時，該條約被威斯特伐利亞和約（1648年）和隨後的斯德丁條約（1653年）所取代，隨後波美拉尼亞被劃分為瑞典管理的西部（西波美拉尼亞，此後稱為瑞典波美拉尼亞），和勃蘭登堡管轄的東部（遠波美拉尼亞，此後為勃蘭登堡-普魯士波美拉尼亞省）。